# Kamal Jumblatt
Kamal Youmblatt (Moujtara, provincia del Shouf, Líbano, 6 de diciembre de 1917-16 de marzo de 1977) fue un filósofo, político, escritor, químico, abogado, legislador y líder del pueblo druso libanés.
Era descendiente de una familia aristocrática de origen kurdo iraní y peculiar familia de líderes políticos que dominaron y aun dominan la región desde hace varios siglos, y a pesar de que no son una familia de príncipes, se codearon con ellas, incluso estuvieron a la par con varias, como los Chehab, los Abou El Lamah, los Nakad, entre otros.
Además de ser un líder estudiantil, nato, se dedicó a la política a muy temprana edad, siendo electo en varias oportunidades como diputado ante el Parlamento Libanés, así como ocupar varios cargos de varios ministerios en distintos gobiernos desde la independencia del país hasta la guerra Civil Libanesa cuando ocurre su trágico asesinato en 1977, ocupando los cargos de ministro de Economía, Agricultura y Asuntos Sociales (1946-1948), Ministro del Interior (1946-48), todos estos ministerios los ocupó paralelamente, vuelve a ocupar el ministro del Interior (1961-64, 1969-70), Ministro de Educación (1960-61), Ministro de Trabajo (1961). Pero su máxima creación como político fue el unificar la tendencia socialista y socialdemocracia dentro del parlamento y la fundación el 1 de mayo de 1949, del Partido Progresista Socialista Libanés (Takadumi Eshtiraki). De tendencia socialista, demócrata y progresista. 
Considerado como un escritor talentoso, escribió más de 1200 editoriales en árabe y francés, dejó centenares publicaciones, llevó a cabo centenares ruedas de prensa y entregó centenares discursos políticos durante conferencias internacionales, regionales y locales, incluso dentro del parlamento libanés. Sus trabajos políticos, filosóficos y literarios contribuyeron al enriquecimiento de bibliotecas árabes y mundiales. Hasta ahora, solamente veinticinco de sus libros y manuscritos se han publicado. Muchos libros también fueron publicados sobre su vida y genio.

## Biografía
La familia Jumblatt., asentada por décadas en la región del Shouf, particularmente en el pueblo de Moukhtara, era además de aristocrática, ricos terratenientes, pero a pesar de ello eran muy apreciados y queridos por la comunidad druza en general, por ello es que los Jumblatt eran los guías políticos y espirituales de gran parte de ella, de allí que la comunidad se dividían o dividen en Yasbakis y jumblatis.
Su padre, Fouad Jumblatt, era jefe representativo e insigne político y jefe del clan Jumblatt, era también jefe de la región del Shouf, quien fue asesinado tras una emboscada el 6 de agosto de 1931 en la alcabala de Wedi Ain Bel. Para esa fecha, Kamal era aun un niño cuando heredó tierras, fortuna y poder. Después de la muerte de su padre, su madre Nazira de Jumblatt, no solo se desempeñó como tutora de su hijo sino que jugó un importante papel político en casi un cuarto de siglo, hasta llegar a liderar el clan Jumblatt e influir en la preparación y educación de Kamal. 
En pocas palabras, Kamal Jumblatt, nace muy rico en fortunas y propiedades, pero al ir madurando en su corazón su sentimiento humanitario, al ir viendo con sus ojos el sufrimiento del pueblo, en su mayoría gente humilde y desamparada, sin que el gobierno los considera, haciendo caso omiso de tal realidad, por lo que Kamal Jumblatt sintió ese problema ajeno como propio, ya que sentía que era parte de ese pueblo, es así que al dedicarse a la política y luego fundar organizar su poderoso Partido Progresisa Socialisa, comenzó a ayudar a aquella comunidad humilde, con campañas sociales y educativas, incluso, repartió parte de sus tierras familiares a los trabajadores de la misma, como simple obsequio de humildad, incluso existían aldeas y pueblos enteros en esas tierras, y Kamal Jumblatt se las donó a sus pobladores, tal es el caso del pueblo de Siblin y varias otras cerca y o en los alrededores de Saida, al sur del Líbano. 
Kamal, antes de la muerte de su padre, había culminado sus estudios primarios en su pueblo natal y comenzó sus estudios secundarios en 1926 en el Instituto de los Padres Lazaros (cristiano) de Aintoura, uno de los más importantes del Monte Líbano en esos tiempos y dos años después (1928) culminó sus estudios elementales y logró su diploma de High School (Bachillerato) en 1936, por lo que dominaba para aquel tiempo el árabe y el francés. Un año después, en 1937 obtenía su título de Falsafi, (Bachiller en Filosofía, que se obtenía en el sexto año de bachillerato.
Durante sus días como internista en el Colegio de Aintoura, no le preocupaba la política, que para la época estaba bajo el dominio del colonialismo francés, solo le interesaba estudiar, incluso al ser de noche, cuando se apagaban las luces del colegio, prendía una vela para poder seguir estudiando, incluso, ayudaba a cinco de sus compañeros en sus estudios, notándose en el joven Jumblatt una de sus facetas, y es el de ayudar a la gente para superarse, para que estudien y sean profesionales en un futuro inmediato. En esos días, Kamal Jumblatt no pensaba siquiera que en un futuro no muy lejano, jugaría un importante papel en la vida política y social de su país, Líbano.
Pero, aun siendo estudiante de secundaria, exactamente en Noviembre de 1936, o abandona el salón de clases con varios de sus condiscípulos y se dirige hacia la dirección del Colegio, siendo recibido por el director, a quien se le entrega un documento firmado donde se le pedía la suspensión de clases para celebrar la independencia de Egipto, ya que era el primer estado árabe en lograr su soberanía del dominio extranjero. En ese preciso momento y con tan solo 18 años, es cuando comienza a preocuparse por su libertad y por sus derechos como ciudadano, es en ese momento cuando en su corazón comenzaba a arder la flama del carbón de la libertad, y la necesidad de lucha por las reivindicaciones sociales y por los derechos de igualdad religiosa y cultural. Este paso de Kamal Joumblatt es el inicio de su vertiginosa vida política, que le llevó fundar un partido político, ocupar varios cargos de ministro de estado en distintos períodos presidenciales y ocupar por muchos períodos un puesto en el Parlamento libanés. No sin antes culminar sus estudios de High Scool y universitario.
Kamal Jumblatt, al graduarse de bachiller, deseó continuar sus estudios de ingeniería, pero no estaba predestinado a ello, por el otro lado, la influencia de su madre y con ayuda de uno de los sacerdotes del Colegio de Aintoura, el padre Besteni, amigo de la familia, lograron influir sobre Kamal para que siguiera estudios de derecho.
En 1938, marcha a París, Francia, para estudiar en la Escuela de Derecho de la Universidad de La Sorbote, pero al poco de iniciado sus estudios estalla la Segunda Guerra Mundial, por lo que decide regresar al Líbano y continuar sus estudios en la Universidad Jesuita de Beirut, donde se graduó de abogado en 1942. Antes en la Sorbote obtuvo los títulos de Sociología y Psicología. Y diploma con mención en Ciencias Sociales.
Paralelamente a sus estudios universitarios en Beirut, organiza con ayuda de sus compañeros un grupo de beneficencia con que se hacían de dinero e iban al Hauran, Siria, donde adquirían alimentos y enseres, para ser repartidos entre los pobladores más humildes y golpeados, por los estragos de la Guerra Mundial que también afectó al Líbano.
Al graduarse de abogado comenzó a trabajar en el despacho jurídico de Eddi en Beirut, pero al poco tiempo, se dedicó a la política a partir de 1943, influenciado sobre todo por la muerte de su primo Jekmat Jumblatt, quien era diputado por el Mohafazat del Monte Líbano. Ya para entonces Kamal Jumblatt no quiso permanecer callado ante tanta injusticia, y es cuando ese mismo año, a la edad de 25 años, se lanza de candidato para las elecciones parlamentarias y sale electo como diputado por Monte Líbano, cargo que ostentó sucesivamente por reelección hasta 1957, siendo diputado nacional por 14 años, es así como ocupó una silla en el Parlamento que se conoció popularmente como la Banca de Jumblatt.
Paralelamente ocupó en 1946 su primer cargo como ministro, así sucesivamente varios otros cargos más de gran importancia, como Ministro de Interiores, de Hacienda, de Agricultura y de Asuntos Sociales, incluso llegó a promulgar varios documentos políticos y leyes, como la del Seguro Social, en una carrera política siempre en ascenso que culminó con su vil asesinato. Incluso, efectuó dos revoluciones y derrocó al gobierno de Becharra El Khouri en 1947. Dos años después, funda su partido el 1º de mayo de 1949 con el nombre de Partido Progresista Socialista Libanés (al-Takadumi al-Eshtiraki).
Kamal Jumblatt, muere en plena guerra civil libanesa (1975-1990), tras ser emboscado cerca de la localidad de Baaqlin (Shouf) el 16 de marzo de 1977, a la edad de 59 años.
Antes de esos acontecimientos, Kamal Jumblatt se casa el 1º de mayo de 1948, con May Arslan, hija del Emir Shakib Arslan, con quien tuvo a su único hijo, Walid Jumblatt, quien nació el 7 de agosto de 1949. Su heredero político y actual líder del Partido que fundó su padre y uno de los grandes líderes del Líbano.
Al lado de su vida pública como político, estuvo siempre su rica y misteriosa vida privada, llena de mística, de valores intelectuales y religiosos, donde resaltó como escritor, filósofo, místico e intelectual
Kamal Jumblatt, considerado como un escritor talentoso, escribió más de 1200 editoriales en árabe y francés, dejó centenares publicaciones, llevó a cabo centenares ruedas de prensa y entregó centenares discursos políticos durante conferencias internacionales, regionales y locales, incluso dentro del parlamento libanés. Sus trabajos políticos, filosóficos y literarios contribuyeron al enriquecimiento de bibliotecas árabes y mundiales. Hasta ahora, solamente veinticinco de sus libros y manuscritos se han publicado. Muchos libros también fueron publicados sobre su vida y genio. Historia que será analizada en futuros trabajos sobre el Maestro Kamal Jumblatt.

## Kamal Jumblatt. Período de las Revoluciones de 1952 y 1958 en el Líbano
Durante el año 2008 se conmemora los cincuenta (50) años de haberse efectuado la sublevación popular nacional que encabezó Kamal Joumblatt en contra de las pretensiones del entonces presidente Camile Chamoun de desviar al Líbano de la corriente nacionalista árabe y de perpetuarse en el poder en contra de la Constitución y en contra del Parlamento del Líbano, hecho que se conoce en la historia como la “revolución Árabe”.
La Red Nacional Druza de Venezuela conmemora este hecho histórico presentándoles este trabajo que rememora los hechos acaecidos en aquellos violentos tiempos de mayo a septiembre de 1958, que a la postre conllevó al final de las pretensiones de Chamoun.

## Jumblatt y las Revoluciones
Cuando Kamal Jumblatt comienza a enfrentar a los señores feudales de la región, comenzaba el período de las revoluciones nacionalistas, que en total fueron dos (2), ambas dirigidas por el propio Jumblatt, con apoyo de numerosas personalidades de la vida sociopolíticas de la nación y con gran apoyo popular. 
Ambas revoluciones fueron hechas en distintas épocas, pero casi con similares matices como era el fraude y el de querer perpetuarse en el poder a como diese lugar sin importar la constitución, y a su vez firmando convenios antinacionales y antiárabes, sin importarles el pueblo, y en ambos Kamal Jumblatt los detuvo en sus pretensiones. 
La primera ocurrió el 25 de mayo de 1947, cuando es reelecto fraudulentamente el presidente Bechara El Khoury, por tal razón Kamal Joumblatt renunció a los cargos en el gobierno, y desde ese momento se opone al Presidente hasta provocar su caída en 1952 y terminar así con once (11) años en el poder, movimiento que se conoció en la historia como “Revolución Blanca”.
La segunda revolución ocurre el 9 de mayo de 1958, cuando el maestro Kamal Joumblatt encabeza a los líderes nacionales de la oposición libanesa contra el presidente Camille Chamoun ante su intención de perpetuarse en el poder, se conoció como “Revolución Árabe” terminó con el derrocamiento del Presidente.
En ambas oportunidades Jumblatt salió del gobierno, renunciando o al no aceptar cargo durante los mismos, incluso antes de la Revolución Árabe, durante las elecciones fraudulentas de 1956 para elegir a los diputados al Parlamento Nacional, Jumblatt quedó fuera del mismo, tras falsificarse sus resultados, con el objetivo de no elegirlo como diputado. Este hecho no lo amilanó, al contrario encabezó la revuelta popular contra este fraude y luego contra las pretensiones de perpetuidad de Camile Chamoun. 
Esta Revolución Árabe, fue encabezada entre otros por Kamal Jumblatt y apoyada por numerosas personalidades del acontecer político del país, entre ellos el líder sunita Saeb Salam, varias veces primer ministro del Líbano.
Las causas que conllevaron esta revolución fueron varios, pero principalmente cuando el presidente Camile Chamoun, un cristiano maronita nacido en el Shouf druso, comenzó a desviar sus lineamientos políticos árabes y nacionalistas, para por un lado apoyar al movimiento retrogrado y sionista que buscaba sumergir a la región bajo el poder de las potencias triunfantes de la Segunda Guerra Mundial.

## Jumblatt con Gamal Abdel Naser en Egipto

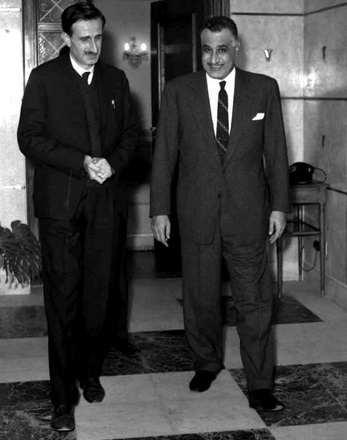
Jumblatt (izquierda) y Nasser

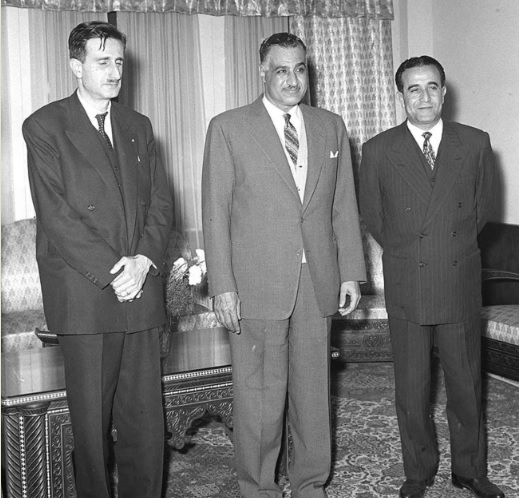
Jumblatt (izquierda) junto a Gamal Abdel Nasser en Damasco, Siria en marzo de 1961

Eran tiempos difíciles para el país, y recién se había logrado la independencia de Francia en 1943, cuando las potencias internacionales, principalmente Rusia por un lado y Estados Unidos por el otro, querían dominar la región del Medio Oriente, en menor grado estaban Francia y Gran Bretaña, dos ex potencias coloniales de la región. Igualmente en el Líbano vivía una crónica crisis política entre los partidarios independentistas y los colonialistas, o entre los partidarios los de la extrema feudal y autoritaria en contra de los partidarios democráticos y legalistas de la Constitución, en esta última se anotaba el líder druso Kamal Joumblatt. 
Paralelamente a estos acontecimientos fue la llegada al poder del coronel Gamal Abdel Nasser en Egipto, con sus ideales del panarabismo. Esto ocurre cuando el Rey Farouk I quedó desprestigiado por la corrupción y el dominio británico del país, sumado a ello la derrota dewl ejército frente al de Israel en 1948, por lo que en su seno se había formado una sociedad secreta (creada en el año 1949) llamada Movimiento de Oficiales Libres (donde pronto destacaría la figura de Nasser). Estos militares, pronto entraron en contacto con partidos de izquierda y con otros grupos contrarios al régimen. El movimiento revolucionario se desencadenó con el golpe militar del 22 de julio del 52, que se impuso sin demasiada oposición. Tras la caída del rey Farouk el 23 de junio de 1952, ocurre el ascenso al poder del general Mohammad Naguib, perteneciente a ese Movimiento, quien abogaba por una constituyente y el restablecimiento de las libertades políticas y Nasser, vicepresidente, que defendía en cambio un régimen de unidad, y dignificación a través del socialismo. Bien pronto el coronel Nasser llega al poder, en 1954 fue primer ministro. Más tarde negoció un tratado con Gran Bretaña que puso fin a los 72 años de control británico sobre Egipto. En 1956 fue oficialmente elegido presidente.
El llamado de Nasser al Panarabismo provocó enormes reacciones a favor en todo el Medio Oriente, y Líbano no escapó a ello, la sociedad, ya dividida entre los frentes políticos, se dividió aún más, unos abrazando al Panarabismo y otros oponiéndose a ella.
El acontecimiento que precipita al Líbano en la crisis es la creación de la República Árabe Unida (RAU), por la fusión de Egipto y Siria, el 1 de febrero de 1958, tal como fue descrita por el Coronel Gamal Abdel Naser, como una unión de todos los árabes contra la injerencia del “imperialismo Occidental, el cual produce un entusiasmo indescriptible. Este hecho se exacerba cuando Nasser llega a Damasco, capital de la provincia del norte de la RAU, con el fin de efectuar una gira triunfal, una ola de fondo revienta en el Líbano y proyecta una parte de la población ante el gran hombre, y pasando por encima de la diplomacia, invita a Camile Chamoun a romper con occidente y adoptar, en política extranjera, una orientación conforme a la RAU.
Este acontecimiento provoca reacciones en el país, los tumultos comienzan, en Zgharta y Beirut estalla la violencia, igual sucede en Tiro y otras localidades. El presidente Chamoun ante esta situación envía a detener los conflictos, y se mantiene neutral, se contenta con presentar sus mejores votos de advenimiento al coronel Nasser, mientras saluda paralelamente la formación de la Federación iraquí-jordana. Bien pronto los soviéticos apoyan a Nasser en su proyecto, y hacen lo mismo las potencias occidentales y entre ellas Estados Unidos con la Federación.
Esta situación empeora y los bandos comienzan a luchar entre sí, desbordando a todo el Líbano en la violencia, pronto los partidarios nacionalistas dominan la región, mientras que el gobierno de Camille Chamoun deja de ser neutral y se asimila al frente nacional opositora al nacionalismo, de tendencia pro occidental y de extrema derecha. A pesar de ello, el ejército bajo el comando del General Fouad Chehab permanecía neutral en los problemas políticos y solo resguardaba las instituciones y sedes del Gobierno y del Parlamento.
El proyecto se ejecutaría a través del “Pacto de Bagdad” implantado por las potencias y el “Plan de Eisenhower”, implantado por el presidente de los Estados Unidos, en la cual Chamoun trataría de unir al Líbano con Turquía, Pakistán y la monarquía de Irak en un pacto político militar, apoyado por Gran Bretaña, Francia y Estados Unidos, las potencias de la posguerra mundial, cuyo fin era el de bloquear y golpear los planes del presidente nacionalista de Egipto, Gamal Abdel Nasser, que buscaba formar un bloque de naciones árabes para luchar y detener al imperio neo-colonial que buscaban instalar las grandes potencias en la región del Medio Oriente y detener la expansión del Sionismo con su nación, Israel, instalada en tierras árabes.
A pesar de ello, y gracias a la neutral acción del ejército, la oposición nacionalista bien pronto domina amplias regiones del país. La situación empeora cuando en la madrugada del 8 de mayo de 1958, Nassib Mentí, propietario y redactor Jefe del cotidiano “El Telégrafo”, sale de la imprenta al terminar su trabajo. Acababa de redactar un virulento artículo contra Camilla Chamoun al que le exige la retirada. De repente unos tiros se escucharon y Mentí cae sobre el asfalto, muriendo poco después de sus heridas en un hospital de la ciudad.
El 11 de mayo se producen violentos choques en el centro de Trípoli entre los nacionalistas y el gobierno, el cual se extiende a los alrededores, el 12 de mayo se producen choques en Beirut, donde se erigen barricadas y las casas son incendiadas. la insurrección así implantada en el Norte y Centro del país, se extiende más al Sur y al Este, Saida y Tiro moderan el movimiento, pero este gana grandes zonas en el valle de la Bekaa.
Lo repentino del golpe ha sorprendido y desorientado a los gubernamentales, que les llevó tiempo en concebir una táctica coherente, en tanto que los combates se prolongan y se propagan de sector en sector. El ejército decide intervenir y el 8 de junio emprende duros combates de calle, y da así el primer golpe serio que ha de contener a los opositores nacionalistas, momentáneamente.
Chamoun, además de traicionar al nacionalismo árabe tras apoyar a estos pactos, también pretendió mantenerse en el poder a la fuerza, una vez finalizado su mandato, ya que la Constitución del Líbano impedía la reelección, incluso fue en contra del Parlamento, que no deseaba reelegirlo. Todo ello era para cumplir con los designios dictados por las potencias.

## Estalla la revuelta en la Montaña Druza
Por lo que la reacción popular, encabezada por Kamal Jumblatt no se hizo esperar, y estalló las revueltas en la Montaña Druza, donde se aglomeraron los drusos en las sedes del Partido Progresista Socialista presidida por el líder druso. La gente venido de todos los rincones del Monte Líbano se aglomeró en la localidad montañosa de la región del Shouf, Moukhtara, pueblo natal de Jumblatt y sede de su palacio familiar, esto hizo desencadenar la revuelta no solo en la montaña drusa sino en todo el Monte Líbano, lo que conllevó a que hiciera estallar una gran sublevación popular nacional en varias regiones del país y sobre todo en la capital, Beirut.
Gran parte del pueblo llegó al pueblo de Moukhtara, donde se encuentra el palacio de Kamal Joumblat, para apoyarlo en su revolución en contra del presidente Camille Chamoun.
La situación se estabiliza, a pesar de las medidas de represión. Los opositores de Chamoun controlan gran parte del país, ellos poseen en efecto seis grandes zonas del Líbano, entre ellas Trípoli y sus alrededores que comanda Rachid Karami, en la capital de Beirut dominan grandes áreas de la capital, entre ellas el Basta, Tarik el Yadid y parte de Achrafieh, así como el bloqueo del Puerto, Saeb Salam es la cabeza visible en la capital, apoyado por musulmanes, cristianos, kurdos y drusos que rodean el Aeródromo de Khalde. La región de Tiro, y sobre todo Saida, con sus montañas próximas, a la cabeza del cual se encuentra el metuali Ahmed Assad. La región de Akkar y de Hermes, con cerca de 3000 partidarios y 1000 nómadas que están a disposición de un jefe local druso, Chebli Aíslan. La ciudad de Baalbeck y unos cincuenta pueblos del valle de la Bekaa, bajo el comando de Sabri Hamadé, que dispone de un millar de soldados musulmanes bien entrenados y armados (que pertenecían al ejército). Finalmente la región de la Montaña Druza del Shouf y El Maten, que se prolonga a los confines de Jezzine, es la mejor organizada de todas. Allí reiuna en jefe el de los drusos, y entre ellos Kamal Jumblatt, político de tendencias avanzadas, que es al mismo tiempo el heredero de uno de los más grandes nombres de la historia del Líbano. Varios millares de sus partidarios resguardan la región y cada día se refuerzan con los voluntarios que le llegan de Rachaiyah.
Todas estas zonas, aunque aisladas unas de otras, cubren las dos quintas partes del territorio nacional, y reagrupa un ejército de casi 12.000 hombres, superior por consecuencia en número al del ejército del general Chehab (de la misma estirpe de los antiguos emires drusos Chehab), maronita de confesión y comandante del ejército libanés. El Gobierno se esfuerza en aprovechar los medios legales de lo que, teóricamente, disponen todavía cerca de la Asamblea Nacional, y cuidan, puesto que la composición del gabinete ministerial supone una gran asistencia parlamentaria, de pedir a sus diputados acordar al primer ministro Sami Solh los poderes excepcionales que la situación justifica. Pero no logra reunir al Parlamento, ya que los opositores rehúsan presentarse y comienzan las deserciones entre los ministros de Chamoun.
Desde entonces, tanto la injerencia extranjera, sea de la RAU o sea de las potencias y la Federación árabe es un asunto secundario, al igual que la cuestión gubernamental propiamente dicha que pasa al segundo plano; las negociaciones secretas se reducen a saber quien remplazará al Presidente de la República, los leales se muestran bien dispuestos hacia Raymond Eddé, el único maronita que los seguidores de Chamoun apoyarían, pero la mayoría opositora no está de acuerdo y avanza el nombre de Bechara El Khoury, ya una vez sacado del poder, Charles Helou y el general Fouad Chehab, que se sitúa, a despecho de sus funciones, por encima de la pelea, pero nada trasciende de esos tratos al pueblo y la batalla continúa.
Un desacuerdo subsiste, en efecto, sobre un punto primordial, que pone en riesgo la legalidad republicana: los leales, y a su cabeza Chamoun, y los opositores moderados, demandan que el presidente de la República se mantenga en el poder hasta el fin de su mandato, que es el 24 de septiembre de ese año de 1958. en contraste, los elementos más duros de la oposición exigen que Chamoun se retire, sino inmediatamente, al menos desde que el nuevo Presidente sea designado.
Paralelamente a ello, Chamoun no deja de atacar a Egipto de su injerencia en el Líbano, que son patentes, tres barcos egipcios que se encontraban cerca de las costas sureñas son detenidos, estos contenían cargas de municiones que iban a ser entregados a Ahmed Assad en Saida. Igualmente la RAU acumula cientos de soldados sirios en la frontera con el Líbano. Esto conlleva a Chamoun pedir la intervención de la Liga Árabe y de las Naciones Unidas. De esta forma es la primera vez que la Liga interviene en el asunto entre dos estados árabes. Mientras que las Naciones Uniudas envían más de 200 observadores que en principio entran a Beirut, y al centro del país, pero luego son ubicados en la frontera para resgurdar los límites del país.
La personalidad del General Chehab se impone más y más manifiestamente y la negociación que se produce el 7 de julio sobre la iniciativa de Raymond Eddé, gira más sobre la elección del sucesor de Chamoun, que sobre la modalidad de esa sucesión. Luego, el general concluye con la junta de Trípoli el acuerdo del 28 de junio. De esa forma los moderados de la oposición recobran la esperanza y se imponen sobre los extremistas y es el de sostener a Chamoun y el gobierno de Sami Solh hasta el 24 de septiembre.
Pero la revolución estalla en Irak el 14 de julio y la monarquía cae en horas, y con ella la Federación Árabe es derribada braco-jordana, y el poder cae en manos de partidarios nasseristas. La noticia se conoce en Líbano y estallan de júbilo gran parte de la población, mientras entre los gubernamentales reina la consternación y la muchedumbre se aglomera alrededor de las radios para saber más de la noticia.
Camile Chamoun, viéndose perdido en su afán de perpetuarse en el poder, pidió la intervención de los Estados Unidos con el pretexto de salvaguardar los intereses de la nación. Sin tomarse el tiempo para consultar al Parlamento, y con el consentimiento solo del gobierno, Camilla Chamoun ha telegrafiado a Washington “desembarcad con toda urgencia vuestras fuerzas en el Líbano”.
La respuesta no se hizo esperar y a las pocas horas los norteamericanos enviaron a la VI Flota a las costas libanesas donde desembarcan en la mañana del 15 de julio, 10 000 Mariners, en las costas cercanas a la capital, quienes tomaron los caminos principales y claves de Beirut, resguardan su embajada, protegen los muelles del puerto de la ciudad y al cercano aeródromo de Khalde, así como los límites del sector del Basta, creando una gran sorpresa, no solo entre el pueblo sino también en el propio primer ministro, Sami Soleah, a quien el presidente no le consultó sobre ese llamado de auxilio hecha a los Estados Unidos, que tenía cerca de las costas libanesas a cuarenta y nueve (49) barcos de guerra, entre ellas a los portaaviones “Saratoga” y “Essex”. Incluso el mismo general Fouad Chehab, comandante del ejército libanés, no se le había informado, por lo que envió tanques y tropas para enfrentar a los norteamericanos, pero ya era tarde, los famosos Marines ya habían desembarcado e instalado en Beirut y sus alrededores con sus 10 000 hombres fuertemente armados.
Los Mariners le dieron un respiro a Chamoun, pero no por mucho tiempo, ya que una vez retirados estos del suelo libanés, fue derrocado, al ser nombrado días antes por el Parlamento al general Fouad Chahab como Presidente del Líbano, quien asume el poder el 24 de septiembre de 1958. y fue el nuevo presidente quien exigió a los Estados Unidos el retiro de las tropas norteamericanas del país. 
Termina así la Revolución Árabe, a pesar de ello, se conforman dos grandes frentes: el Nacionalista auspiciado por Kamal Jumblatt, Rachid Karami, Saeb Salem, Raymound Eddi y otras personalidades políticas. El otro frente fue estimulado por el propio Camile Chamoun y apoyado por la Falange de Pierre Gemayel y otros políticos de ultraderecha
Tal era la situación, que el presidente, General Fouad Chahab, para poder gobernar tuvo que nombrar como ministros a dos musulmanes y a otros dos cristianos maronitas englobando así a los dos grupos mayoritarios de la nación, entre ellos nombró a dos personalidades representativas de ambas comunidades y de ambos movimientos, como Rachid Karami quien fue nombrado primer ministro y Pierre Gemayel quien fue nombrado como Ministro de Educación, también fueron nombrados Hussein Ouani en Negocios Externos y Raimoun Eddi como Ministro de Interiores.

## Jumblatt con el presidente Fouad Chehab
El presidente Fouad Chehab (1958-1964), pudo así efectuar un gobierno amplio y democrático, libre y de tinte árabe nacionalista, logrando igualar las diferencias entre los diferentes sectores sociopolíticos del país, por ello es que Jumblatt no solo apoyó a la candidatura del general para ser elegido presidente, sino que apoyó a su gobierno. 
Meses después, el presidente Chehab sustituye a Pierre Gemayel como ministro de Educación y nombra para que ocupara el cargo al propio Kamal Jumblatt, de esta forma, llega a formar parte de este gobierno nacionalista y a través de ese cargo pudo implantar un renovado estudio a nivel de primaria e implantó el estudio social en las regiones más deprimidas del país.

## Los logros de Jumblatt con la Revolución árabe

centenario de Jumblatt

.- Ante todo, detuvo los objetivos en el país de anexar al Líbano a esos pactos antinacionalistas y pro sionistas como lo fueron el “Pacto de Bagdad” y el “Plan de Eissenhower” y a pesar de que el sionismo pudo anclar sus bases en el Medio Oriente al establecer a Israel, no pudo detener al nacionalismo árabe impulsado por el presidente Gamal Andel Nasser. Estos pactos antiárabes finalmente decayeron y desaparecieron. 
.- El Líbano siguió en el sendero árabe, al igual que la mayoría de sus vecinos (Sirias, Egipto, Jordania e Irak)
.- El país siguió en el camino democrático al ser electo el general Fouad Chehab como presidente.
.- Por primera vez en el siglo XX se toman en consideración a las dos comunidades religiosas más importantes del país, la islámica y la cristiana, como iguales, nombrar el presidente como ministros a dos musulmanes y a otros dos cristianos maronitas englobando así a los dos grupos mayoritarios de la nación, entre ellos nombró a dos personalidades representativas de ambas comunidades.
.- También y por primera vez que un presidente del Líbano reservado para la aristocracia maronita, proviene de la senda militar y de una antigua familia de Emires Drusos y Sunnitas, convertidos en su mayoría al cristianismo durante los siglos XVIII y XIX, Los príncipes o Emires Chehab gobernaron en el Líbano desde el año 1697 al 1841, quienes tuvieron como máximo exponente en el gobierno al Emir Bashir II Chehab (1794-1840) con un gobierno de casi cuarenta y seis (46) años de duración, quien durante su mandato se convirtió al cristianismo maronita abandonando su fe druza, creando con ello el cisma entre los drusos y su persecución, y por consiguiente impulsó la guerra entre los maronitas y los druzos entre los años de 1840, causando grandes daños al país y a la comunidad. Estos hechos tuvo repercusiones en la guerra civil entre drusos y cristianos provocadas durante los años de 1860 al 1861.
.- En contraposición, el nasserismo no logró reunir a los países árabes en una sola Gran Nación, sobre todo debido al apoyo irrestricto que Gamal Abdel Nasser recibió de la Unión Soviética, por lo que muchos países no quisieron caer bajo la órbita rusa, igualmente, con el tiempo la RAU se debilitó y Siria se separó de dicha Unión.
El General Fouad Chehab fue un presidente muy amplio, democrático y nacionalista, que tomó en consideración a todas las comunidades religiosas del país y a todas las regiones del Líbano, culminando su período en el año 1964 cuando fue elegido Charles Helou, en cuyo gobierno Kamal Joumblatt fue Ministro de Relaciuones Interiores.
.- Kamal Jumblatt como ministro de Educación implantó la educación social a todos los niveles y a todos los sectores del país, fundando en poco tiempo doce (12) colegios de educación secundaria, en los sectores más pobres y olvidados por la elite gobernante de la aristocracia maronita del país, como las regiones del Líbano Sur, Líbano Norte y la Bekaa, de manera deliberada por se poblada mayoritariamente por musulmanes. Sin hablar el impulso que le dio a todas las escuelas primarias de la nación, propinándoles un duro golpe a los sectores feudales y aristocráticos del Líbano, quienes deseaban ser ellos los únicos beneficiados para continuar así en el poder en sus manos, sobre un pueblo humilde, inculco e ignorante.
- Datos: Q503850
- Multimedia: Kamal Jumblatt / Q503850